# Tequila (drank)

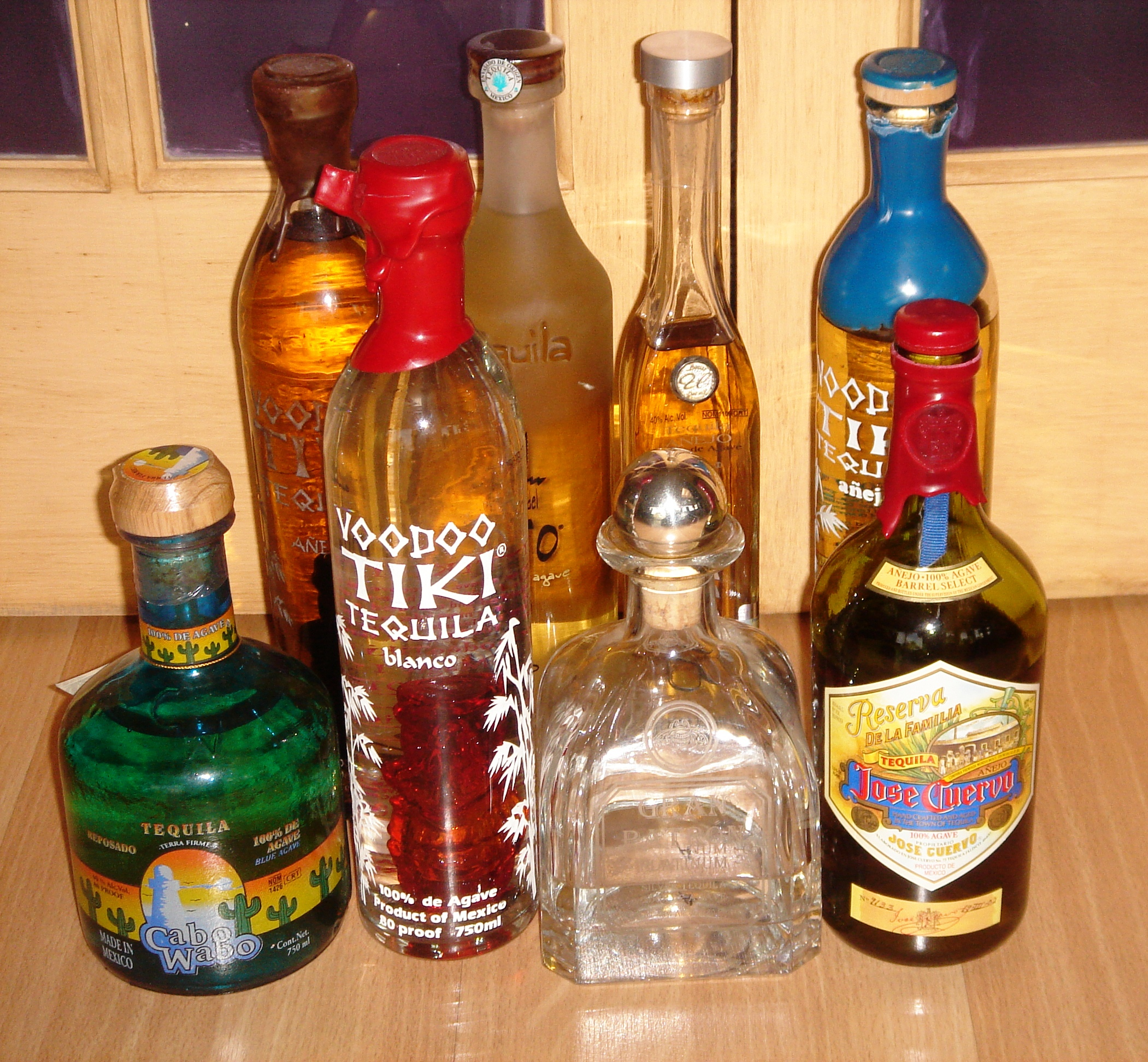
Verschillende flessen met tequila

De gebieden waar tequila wordt geproduceerd (donkergroen) en de gebieden waar de agaves worden verbouwd (lichtgroen)

Tequila is een Mexicaanse alcoholische drank die gemaakt wordt van de Agave tequilana, een bepaalde Mexicaanse agavesoort.

## Geschiedenis
De conquistadors waren rond de 16e eeuw de eersten die tequila maakten. De Spaanse veroveraars hadden te weinig brandewijn meegenomen op hun tochten en gingen dus op zoek naar iets nieuws. Aan het begin van de 17e eeuw begon Don Pedro Sánchez de Tagle met de allereerste distilleerderij in wat nu de provincie Jalisco genoemd wordt.

## Bereiding en soorten
Tequila wordt gemaakt in het gebied rond Santiago de Tequila, een stad in de Mexicaanse staat Jalisco in het westen van het land. Tequila is de naam van bepaalde soort mescal; dit is een verzamelnaam voor elke alcoholische drank die uit het sap van de agave wordt gedistilleerd. Bijzonder aan tequila is dat de alcohol bekomen wordt door fermentatie met de Zymomonas mobilis-bacterie en niet door gisten. De productieregio en de agavesoort zijn de enige details die tequila onderscheiden van andere mescals. De naam tequila is een beschermd handelsmerk en mag alleen gedragen worden door mescals uit de streek rond Santiago de Tequila en dragen de titel Hecho en México ('made in Mexico').
Tequila moet voor minstens 51% uit agavesap bestaan. De rest is meestal suikerriet. Deze tequila's worden ook mixto genoemd. Hoge kwaliteit tequila's bestaan voor 100% uit Agave tequilana.
Tequila bestaat in vier typen: plata, blanca (silver – tot drie maanden gerijpt), reposado (rested – drie maanden tot een jaar gerijpt), en añejo (aged of vintage – langer dan een jaar gerijpt).
In maart 2006 werd er een vijfde soort geïntroduceerd: extra añejo (extra aged of ultra aged - minimaal drie jaar gerijpt).
Het rijpingsproces bepaalt de kleur van de drank. Soms wordt karamel toegevoegd als kleurstof om de tequila een donkerdere kleur te geven en zo de indruk van een langgerijpte drank te wekken (Deze worden vaak Gold genoemd).
Añejos zijn vrij donker van kleur. Reposados zijn iets helderder. Platas zijn doorzichtig.
Ten onrechte wordt soms verondersteld dat sommige tequila's een worm in de fles zouden bevatten. Alleen enkele goedkope mescals uit de staat Oaxaca in Mexico worden met een worm (“con gusano”) verkocht. De zogenaamde worm is de rups van de nachtvlinder Comadia redtenbacheri, die de agave als waardplant heeft.

## Cocktails
Een populaire manier om tequila te drinken is door eerst zout van je hand te likken, daarna een shot tequila te drinken en als laatste in een stuk citroen of limoen te happen.
Tequila kan puur gedronken worden, maar kan ook met andere ingrediënten worden gemengd, zoals whisky.
Bekende tequilacocktails zijn:
- Margarita (met sinaasappellikeur en limoensap)
- Tequila Sunrise (met sinaasappelsap en grenadine)
- Sangrita (met sinaasappelsap, grenadine, chilisaus en zout)
- Tequila Slammer (waarbij de tequila gemengd wordt met frisdrank en het glas afgesloten met de handpalm op de tafel wordt geslagen)
- Paloma (met limoensap en een frisdrank met grapefruitsap)

## Trivia
- Het agavelandschap en oude industriële faciliteiten van Tequila, waar de tequila geproduceerd wordt, is opgenomen op de lijst van werelderfgoed.
- Hoewel velen de gewoonte hebben het woord uit te spreken als 'te-kiel-ja' is 'te-kie-la' de enige juiste uitspraak.[3]